# Lyanne Iedema
Lyanne Iedema (Anjum, 23 december 2006) is een Nederlands voetbalster die uitkomt voor PEC Zwolle in de Eredivisie.

## Carrière
Iedema begon haar carrière bij VV Anjum in haar geboortedorp. Via Be Quick Dokkum kwam ze in 2020 in de jeugdopleiding van sc Heerenveen terecht.
Op 24 januari 2023 maakte Iedema op zestienjarige leeftijd haar debuut voor sc Heerenveen in de Vrouwen Eredivisie. In deze wedstrijd startte ze in de basis en gaf ze de assist op de 1-0 van Janneke Ennema, wat tevens de eindstand was van de wedstrijd.
Iedema tekende op 5 juni 2023 een verbintenis die haar tot medio 2025 aan sc Heerenveen verbond. Op 18 december 2023 maakte ze haar eerste doelpunt in de Vrouwen Eredivisie in het uitduel bij FC Twente.
Op 2 juli 2025 maakte Iedema de overstap naar competitiegenoot PEC Zwolle

## Statistieken
| Seizoen                    | Club            | Land            | Competitie         | Competitie | Competitie | Beker | Beker | Internationaal | Internationaal | Overig | Overig | Totaal | Totaal |
| Seizoen                    | Club            | Land            | Competitie         | Wed.       | Dlp.       | Wed.  | Dlp.  | Wed.           | Dlp.           | Wed.   | Dlp.   | Wed.   | Dlp.   |
| -------------------------- | --------------- | --------------- | ------------------ | ---------- | ---------- | ----- | ----- | -------------- | -------------- | ------ | ------ | ------ | ------ |
| 2022/23                    | sc Heerenveen   | Nederland       | Vrouwen Eredivisie | 11         | 0          | 0     | 0     | –              | –              | –      | –      | 11     | 0      |
| 2023/24                    | sc Heerenveen   | Nederland       | Vrouwen Eredivisie | 21         | 2          | 1     | 0     | –              | –              | 0      | 0      | 22     | 2      |
| 2024/25                    | sc Heerenveen   | Nederland       | Vrouwen Eredivisie | 18         | 2          | 2     | 0     | –              | –              | 0      | 0      | 20     | 2      |
| 2025/26                    | PEC Zwolle      | Nederland       | Vrouwen Eredivisie | 0          | 0          | 0     | 0     | –              | –              | 0      | 0      | 0      | 0      |
| Carrière totaal            | Carrière totaal | Carrière totaal | Carrière totaal    | 50         | 4          | 3     | 0     | 0              | 0              | 0      | 0      | 53     | 4      |
| Bijgewerkt tot 2 juli 2025 |                 |                 |                    |            |            |       |       |                |                |        |        |        |        |

## Interlandcarrière
Iedema is jeugdinternational van Nederland onder 17.
Op 22 oktober 2022 wist Iedema in een wedstrijd tegen de leeftijdsgenoten van Zweden haar eerste interlanddoelpunt te maken. In de daaropvolgende kwalificatieronde voor het EK onder 17 in 2023 wist Iedema op Sportpark Vondersweijde in Oldenzaal opnieuw tot scoren te komen tegen de leeftijdsgenoten van Wales.